# Future Days
Future Days ist das fünfte Studioalbum der deutschen avantgardistischen Band Can, das im August 1973 bei United Artists Records erschien. Es war das letzte Album von Can mit dem Sänger Damo Suzuki und weist einen atmosphärischen Sound im Vergleich zu den Vorgängern auf.

## Stil
Future Days betont Ambient- und elektronische Klänge und verzichtet weitgehend auf traditionelle Rock-Songstrukturen, um stattdessen „verschwommene, ausgedehnte Klanglandschaften zu schaffen, die von durchdringenden Rhythmen und beschwörenden Tastenschichten dominiert werden.“ PopMatters schrieb, dass „Future Days von einer Küstenbrise angetrieben wird und eine angenehmere, entspanntere Stimmung verströmt als alles, was die Band zuvor aufgenommen hatte“.

## Titelliste
Alle Kompositionen stammen von Holger Czukay, Michael Karoli, Jaki Liebezeit, Irmin Schmidt und Damo Suzuki. 
Seite 1
1. Future Days – 9:34
2. Spray – 8:28
3. Moonshake – 3:02
Seite 2
4. Bel Air – 20:00

## Rezeption
Ian MacDonald vom NME lobte Future Days und nannte es „ein makelloses Werk“ und „die beste deutsche Rockplatte bisher, abgesehen von Faust“. Ray Fox-Cumming vom britischen Magazin Disc gab dem Album eine negative Rezension, in der er feststellte, dass „selbst nach einem halben Dutzend Anhörungen das meiste davon in ein Ohr hinein- und auf der anderen Seite wieder herausging.“ NME wählte es auf Platz 11 der besten Alben des Jahres 1974.
Anthony Tognazzini von AllMusic nannte es in einer rückblickenden Rezension „heftig progressiv, beruhigend, komplex, intensiv und schön zugleich“ und „eine der am vollständigsten realisierten und dauerhaftesten Leistungen von Can“. Er hob Suzukis Gesang („all die minimalen Texturen und Schattierungen“) und das Stück Bel Air („ein herrlich ausladendes Stück Musik“) lobend hervor.
Die Zeitschrift Rolling Stone wählte es 2015 auf Platz 8 der 50 besten Progressive-Rock-Alben aller Zeiten.
Pitchfork führt Future Days auf Platz 56 der 100 besten Alben der 1970er Jahre.
In der Auswahl der 200 besten Alben aller Zeiten von Uncut belegt es Platz 121.
Future Days gehört zu den 1001 Albums You Must Hear Before You Die.